# Пуаби

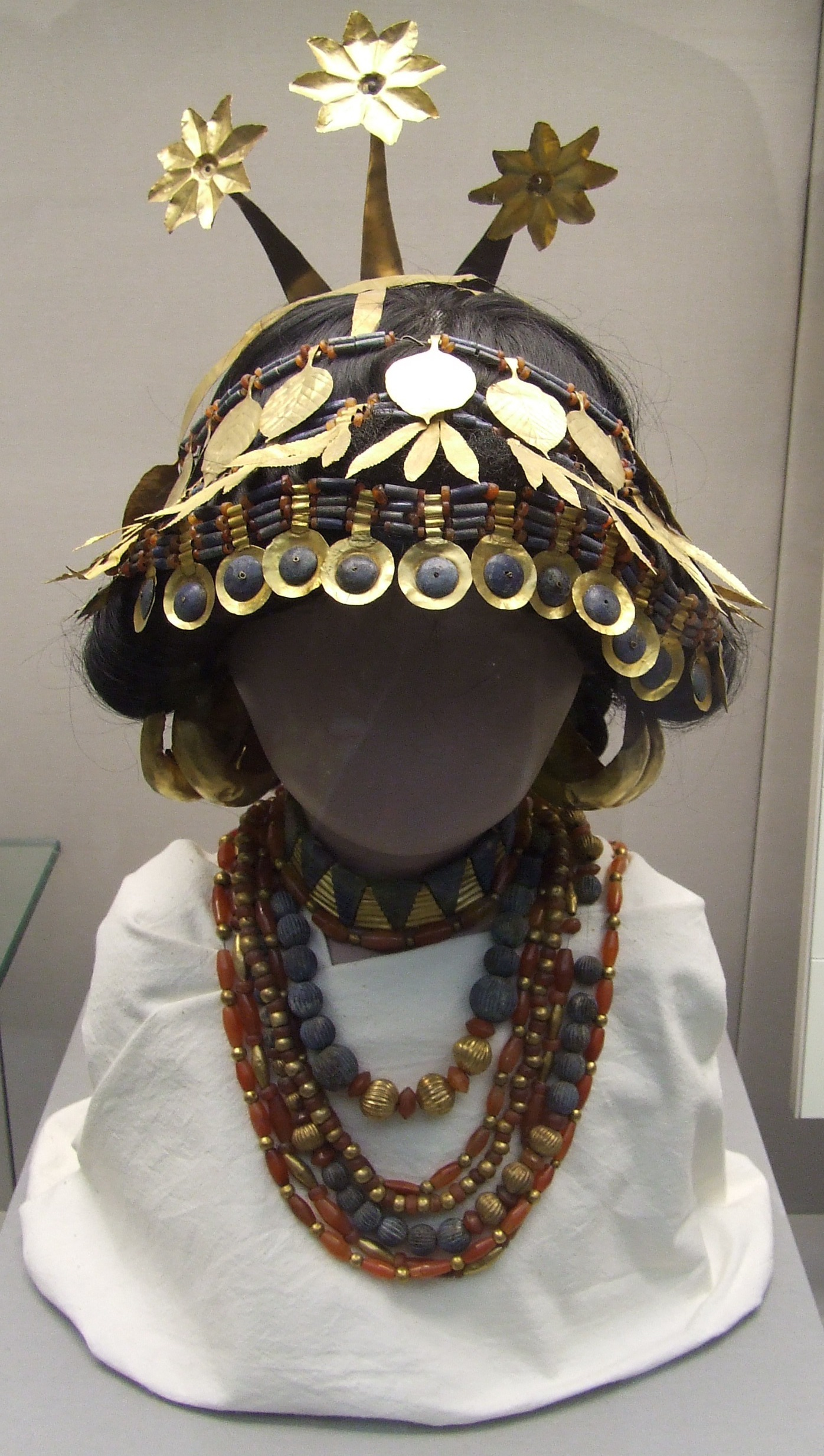
Драгоценные украшения из гробницы Пуаби, выставленные в Британском музее

Пуа́би (аккад. 𒅤𒀀𒉿 Pu-A-Bi «Слово моего отца») — высокопоставленная жительница шумерского города Ур, жившая предположительно в период первой династии (около 2600 года до н. э.). В старых источниках её называли царицей, хотя реальный статус этой женщины по сути не выяснен. В её гробнице было обнаружено несколько цилиндрических печатей, на которых её титул обозначен термином «nin» или «eresh» — шумерским словом, которое может обозначать как царицу, так и жрицу. Так или иначе, в настоящее время Пуаби рассматривается как женщина родом из семитского Аккада, занимавшая в местном шумерском обществе важное положение, что указывает на тесные культурные связи и взаимное влияние, имевшее место между древними шумерами и их соседями-семитами.

## Гробница Пуаби

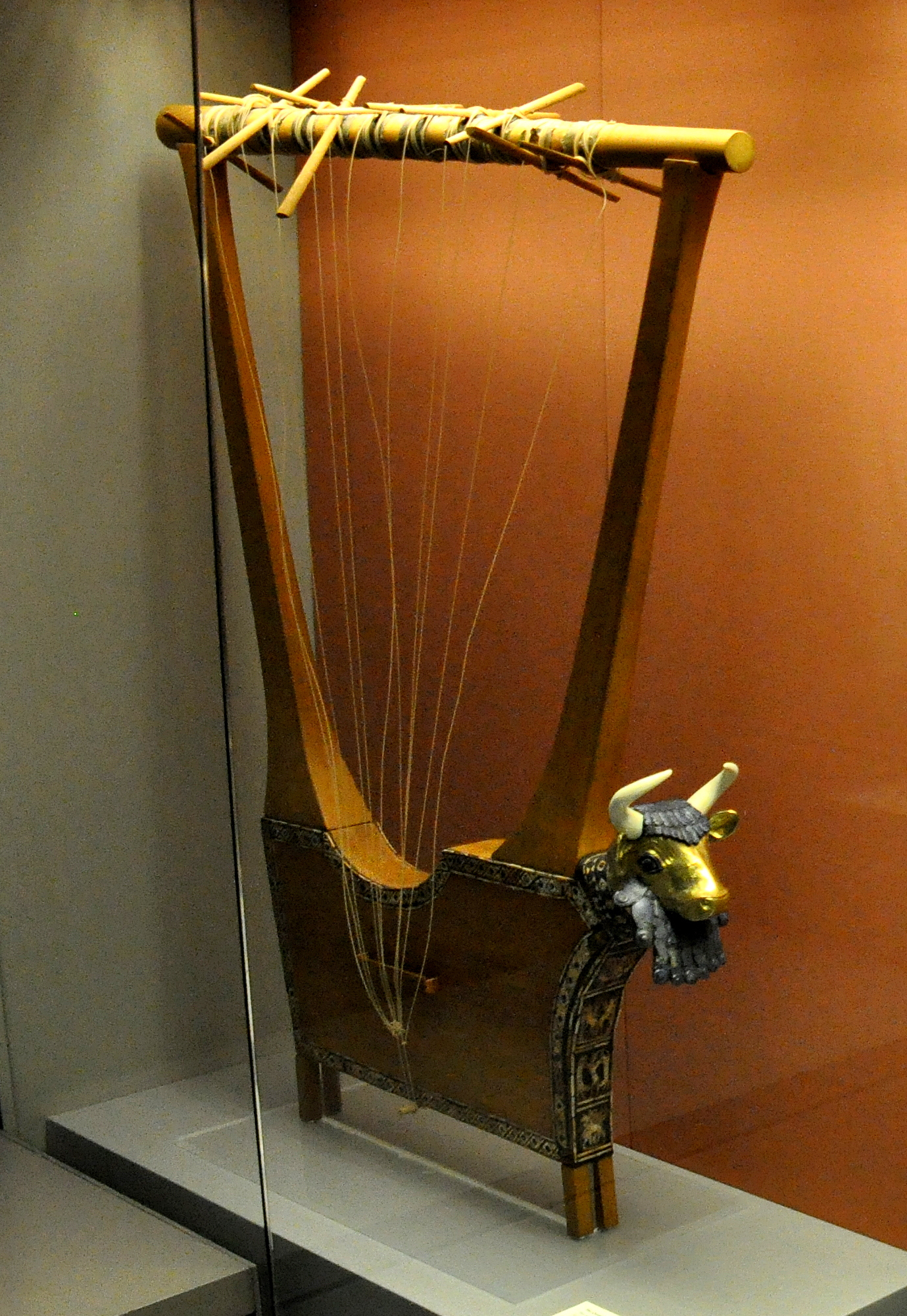
Арфа из гробницы Пуаби

Гробницу Шубад (неправильное прочтение имени Пуаби, принятое в середине XX века) обнаружил британский археолог Леонард Вулли. Гробница была открыта во время раскопок, проводившихся на «царском некрополе» Ура экспедицией в период с 1922 по 1934 годы. Эта гробница отчётливо выделялась среди других 1800 могил не только из-за большого количества искусно выполненных и хорошо сохранившихся погребальных предметов, но и потому, что могила за прошедшие тысячелетия не подвергалась разграблению. Среди большого количества обнаруженных в гробнице Пуаби артефактов были тяжёлый головной убор, состоящий из золотых листьев, колец и пластин, первая в мире арфа, инкрустированные золотом и ляпис-лазурью фигуры в виде голов крылатых быков (ламассу), большое количество золотой посуды, золотые, карнеоловые и лазуритовые бусы для ожерелий и поясов, колесница, украшенная статуэткой в виде львиной головы, и большое количество серебряных, лазуритовых и золотых колец и браслетов.
Вместе с Пуаби было похоронено также 52 человека — слуги, которые, по предположению Леонарда Вулли, приняли яд (или были отравлены), чтобы, умерев, служить своей хозяйке в загробном мире. Последние данные компьютерной томографии, проведённой в музее Пенсильванского университета, позволяют предположить, что смерть каждого из этих людей была насильственной и наступила в результате сильного удара по голове тупым предметом. Заострённое и тяжёлое орудие, обнаруженное в гробнице, может считаться причиной смерти тех людей, черепа которых разбиты, хотя в начале раскопок Вулли были найдены и каталогизированы также мелкие орудия наподобие молотков. Их размер и вес соответствуют повреждениям, полученным двумя телами, изучавшимися Обри Бадсгардом из Пенсильванского университета. Были обнаружены также следы киновари и паров ртути, которые, возможно, использовались для предотвращения или замедления разложения тел, и могли быть частью обязательных погребальных обрядов.
Итальянский археолог Массимо Видале утверждает, что, хотя гипотеза тяжёлой тупой травмы выглядит правдоподобно, причинами смерти могут также являться перерезание горла, или, как считалось ранее, отравление. Bозраст и состояние останков усложняют процесс их изучения. Почти все останки сплющены и раздавлены слоями грязи, в которой были похоронены.
Применявшаяся Вулли практика заливки гипсом (создание гипсовых слепков), чтобы выделить из общей массы и обозначить собственно останки, позволила получить скелеты, замороженные в сухой штукатурке, и современные технологии дают возможность реконструировать и визуализировать облик их черепов такими, какими они были бы посмертно до порчи, вызванной тысячелетним разложением. Тем не менее, по-прежнему ведутся дискуссии о точной причине и способе смерти, равно как и о социальном назначении подобной практики; некоторые учёные акцентируют внимание на одежде и расположении трупов. Тела часто скрючены в неестественных позах с целью имитации умиротворённого возлежания на коленях друг друга, иногда специально положены так, чтобы скрыть от глаз часть черепа, на которой видны следы повреждений или травмы. Кроме того, на головы трупов были помещены шлемы и замысловатые головные уборы, что позволяет предположить, что жертвы, возможно, были убиты за пределами гробницы, затем одеты, положены в неё и — после проведения сложной погребальной церемонии для Пуаби — погребены окончательно.
Артефакты, найденные экспедицией Вулли, были разделены между коллекциями Британского музея в Лондоне, музея Пенсильванского университета в Филадельфии и Национального музея в Багдаде. Некоторые из последних были похищены из Национального музея в период после Иракской войны 2003 года.